# Vuurbaak van Katwijk aan Zee

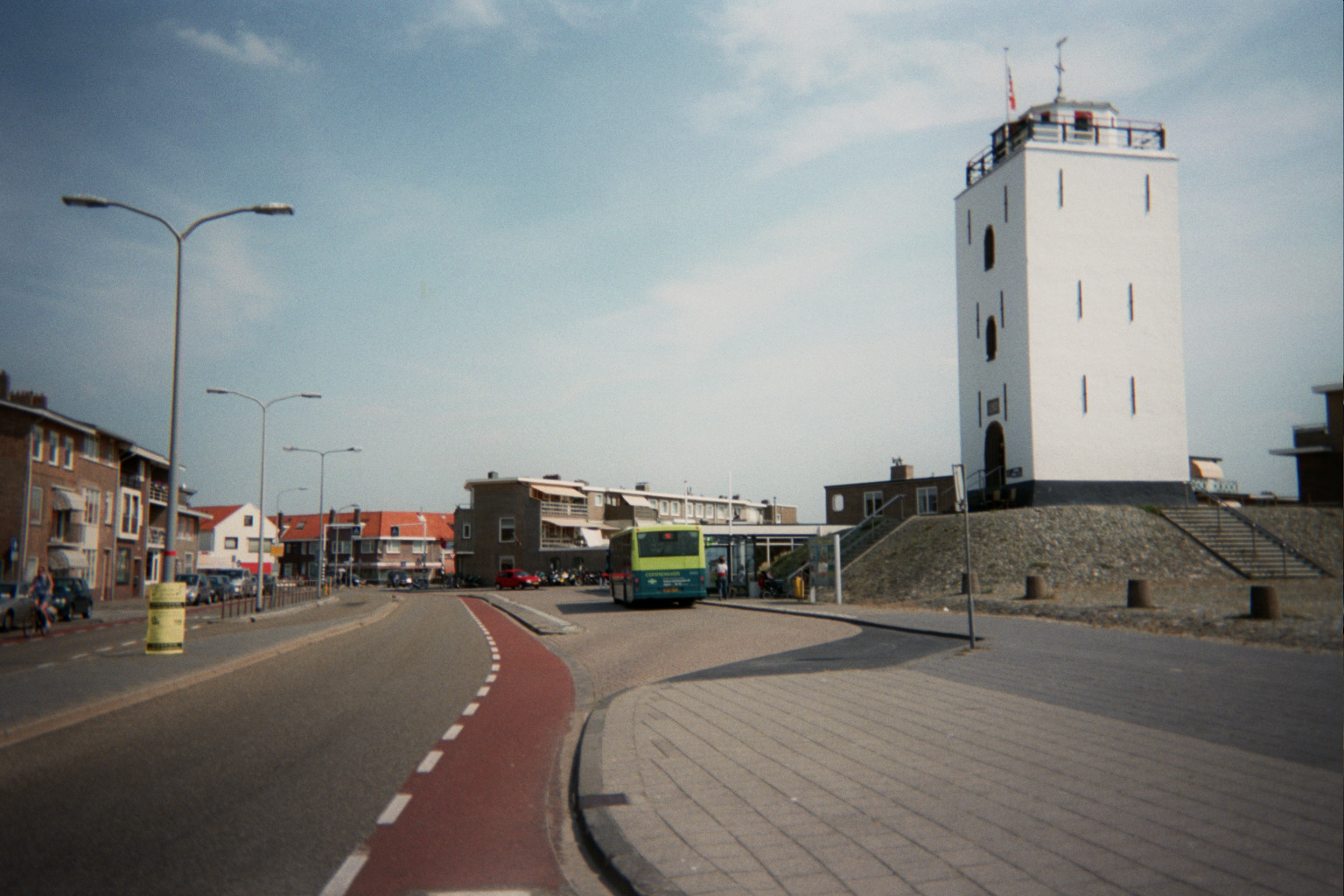
Vuurbaak en het Vuurbaakplein

De vuurbaak van Katwijk aan Zee, in de Nederlandse provincie Zuid-Holland, wordt ook wel Vierboet genoemd. Het is na de Brandaris het oudste bewaard gebleven vuurtorengebouw van Nederland. De toren heeft een hoogte van 12 meter en staat achter de boulevard bij het Vuurbaakplein, aan de zuidwestkant van het dorp. Tegen kinderen in Katwijk werd niet verteld dat zij door de ooievaar werden gebracht, maar dat zij uit deze Vierboet kwamen. Sinds 1968 is de toren in de zomermaanden geopend voor publiek.

## Geschiedenis
Het verzoek om een vuurbaak te bouwen werd in 1605 ingediend bij stadhouder Prins Maurits en werd hier toestemming voor gegeven. In navolging van Katwijk kreeg elke vissersplaats aan de kust zijn eigen vuurtoren of vuurbaak.
Op het platte dak lag een rooster waarop een houtvuur werd gestookt, later een kolenvuur en halverwege de 19e eeuw werd een olielamp met reflector in een lichthuis geplaatst. Het visserslicht werd alleen ontstoken als er schepen van de eigen vloot waren uitgevaren. Katwijk heeft nooit een vissershaven gehad, hoewel er een waterweg was van de Haarlemmertrekvaart naar zee en deze door Katwijk liep. De bomschuiten lagen echter gewoon op het strand. De Vierboet staat dus niet bij de monding van die waterweg, maar een stuk zuidelijker. Sinds 1912 is de vuurbaak niet meer in werking, omdat er toen geen schepen meer in Katwijk aan land kwamen.  
Tijdens de Eerste Wereldoorlog werd de toren door de Koninklijke Marine als uitkijkpost gebruikt. Na de oorlog werden veel huizen in de nabijheid van de Vierboet gebouwd, die tijdens de Tweede Wereldoorlog weer afgebroken moesten worden toen de Atlantikwall gebouwd werd. In de Vierboet werd toen een mitrailleurspost geplaatst. De Vierboet zou eigenlijk ook afgebroken moeten worden, maar burgemeester Wicher Jacob Woldringh van der Hoop beijverde zich voor behoud van de toren. Na de oorlog had hij daar volgens het boek Verdreven voor de Atlantikwall van Geert-Jan Mellink spijt van omdat de vuurtoren de nieuwe verkeersplannen letterlijk in de weg stond. Het zou volgens de burgemeester beter zijn geweest wanneer de vuurtoren toen was afgebroken en daarna in het openluchtmuseum in Arnhem weer zou zijn opgebouwd.
Na de oorlog werden er nieuwe huizen gebouwd, maar ten noorden van de Vierboet werd ruimte overgelaten voor het langwerpige Vuurbaakplein. 
De Vierboet is sinds 1971 een rijksmonument. In 2005 bestond de vuurtoren 400 jaar. Ter gelegenheid hiervan werd de toren met krimpfolie omwikkeld en daarna voorzien van een graffitikunstwerk, dat na de zomer weer werd verwijderd.

## Trivia
- Door sommige dorpsbewoners (voornamelijk ouderen) wordt nog weleens, als grap, beweerd dat de Vuurbaak 's nachts twee keer zwart licht geeft en je hem één keer niet ziet.

## Galerij

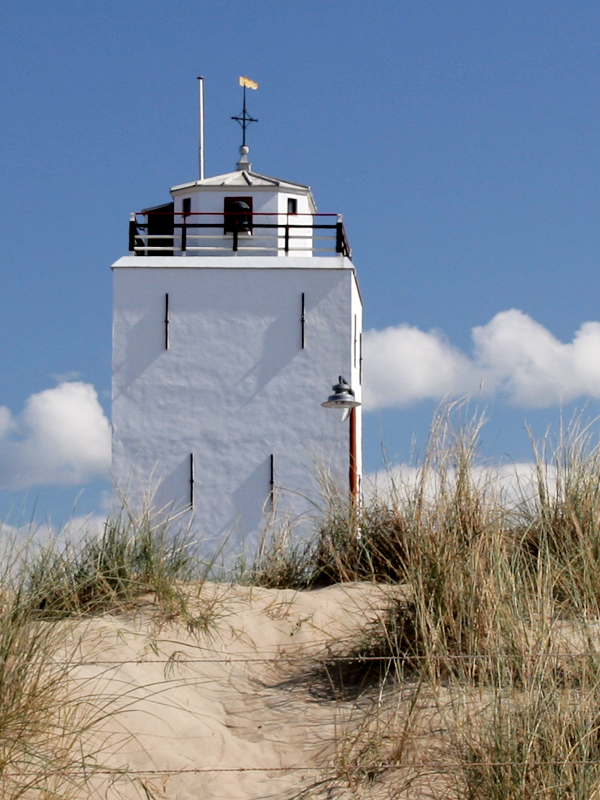
Vanaf het strand
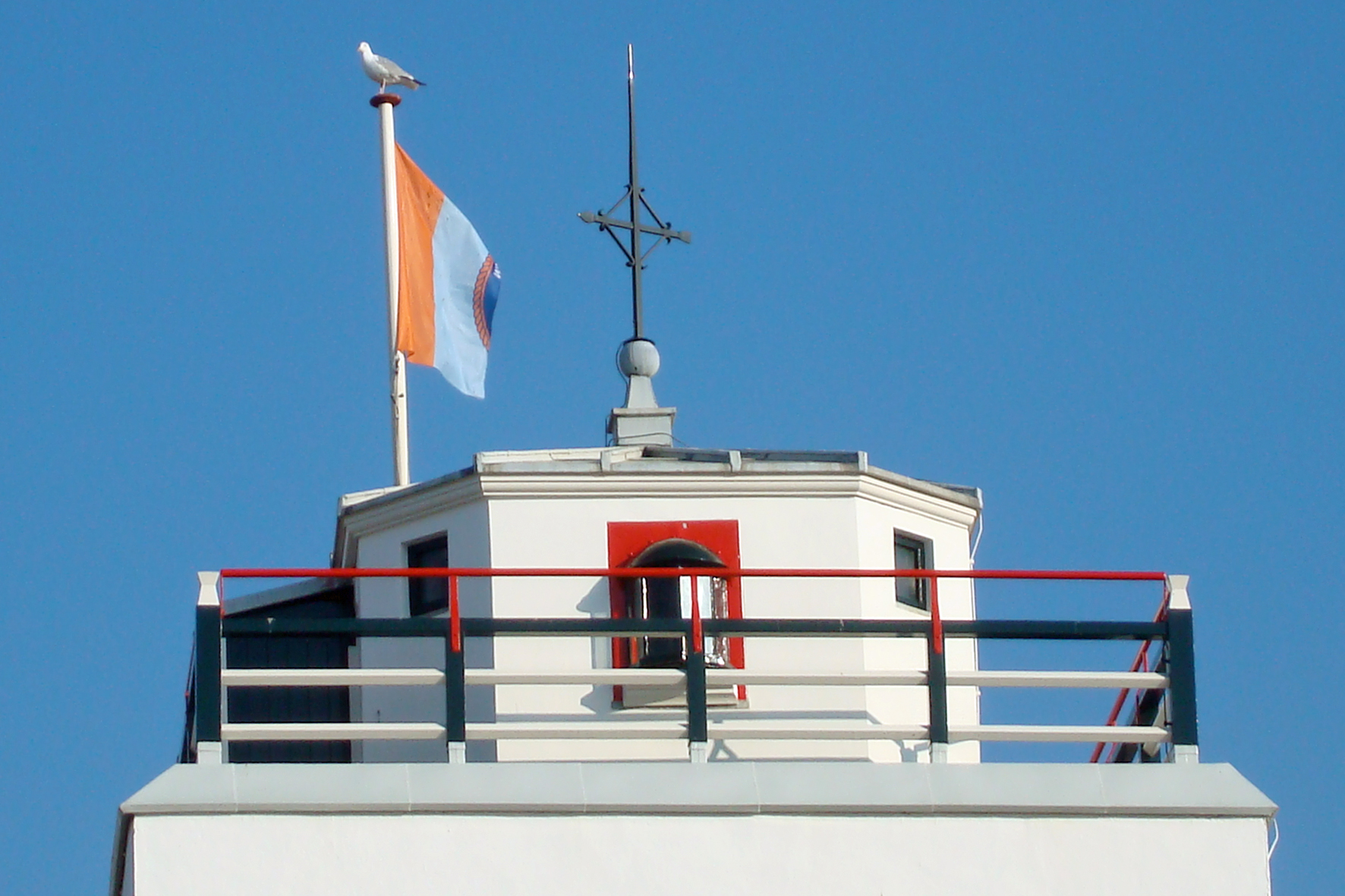
Uitkijktoren, toegankelijk in juli en augustus
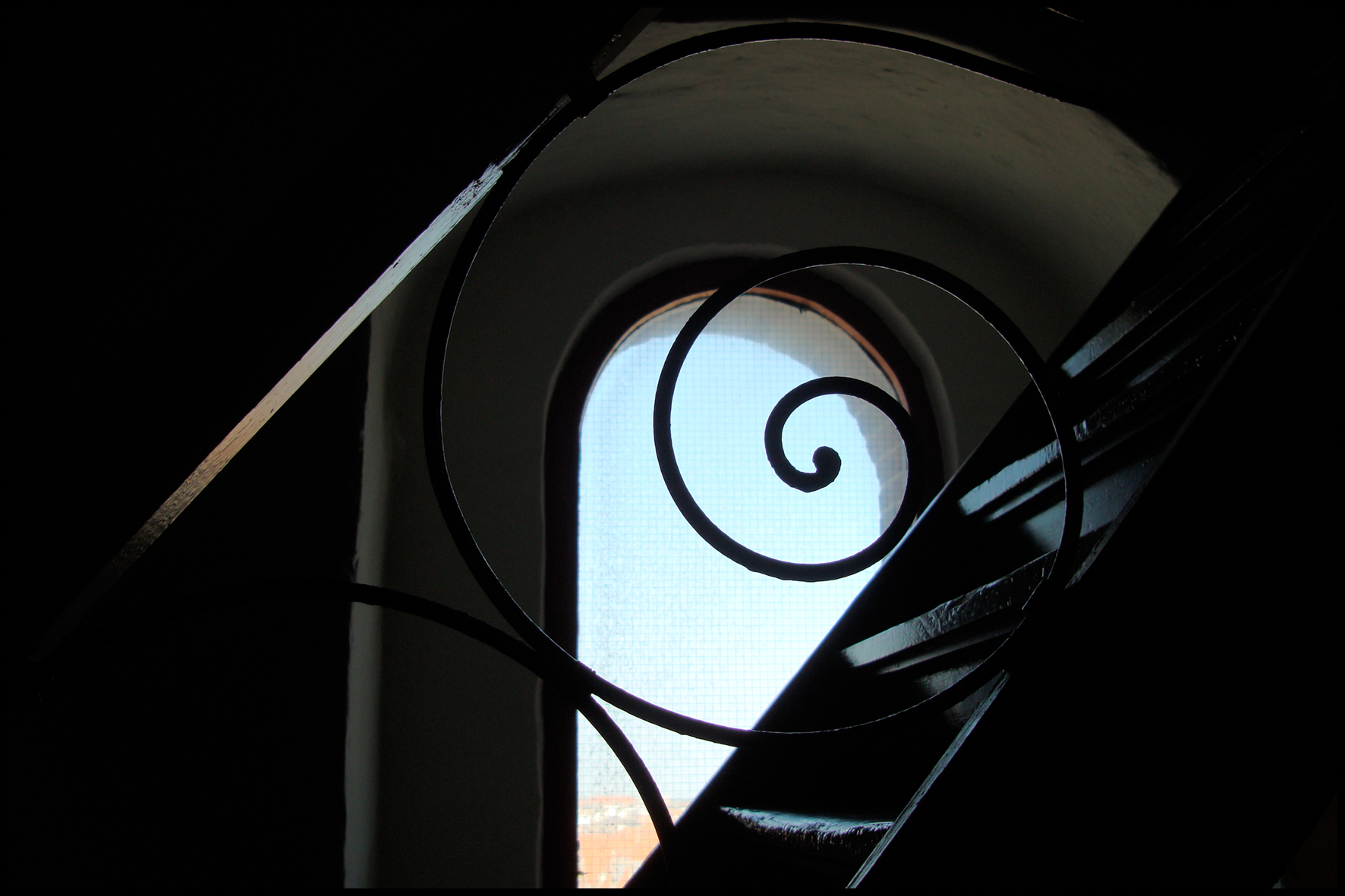
Interieur
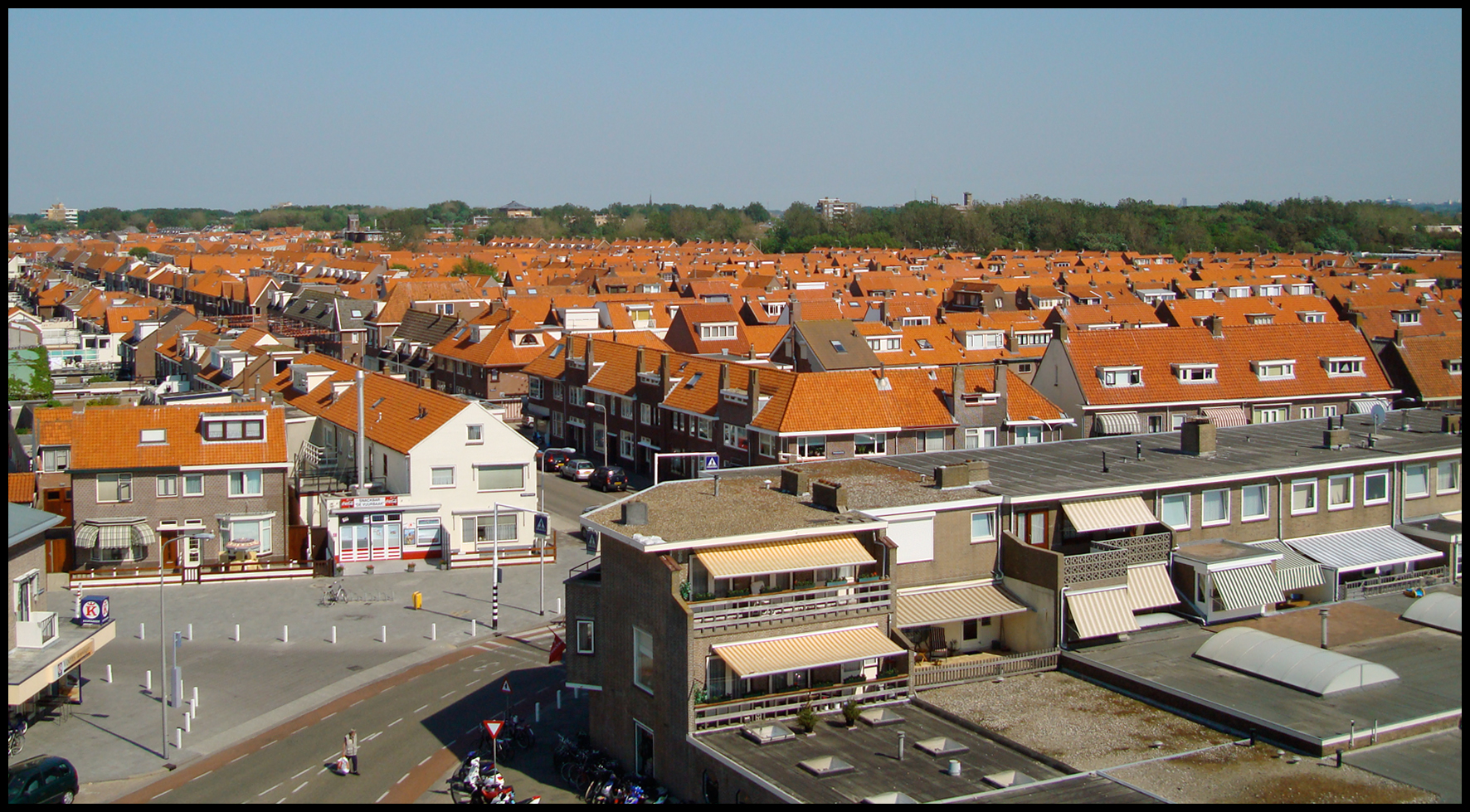
Uitzicht vanaf de Vuurbaak
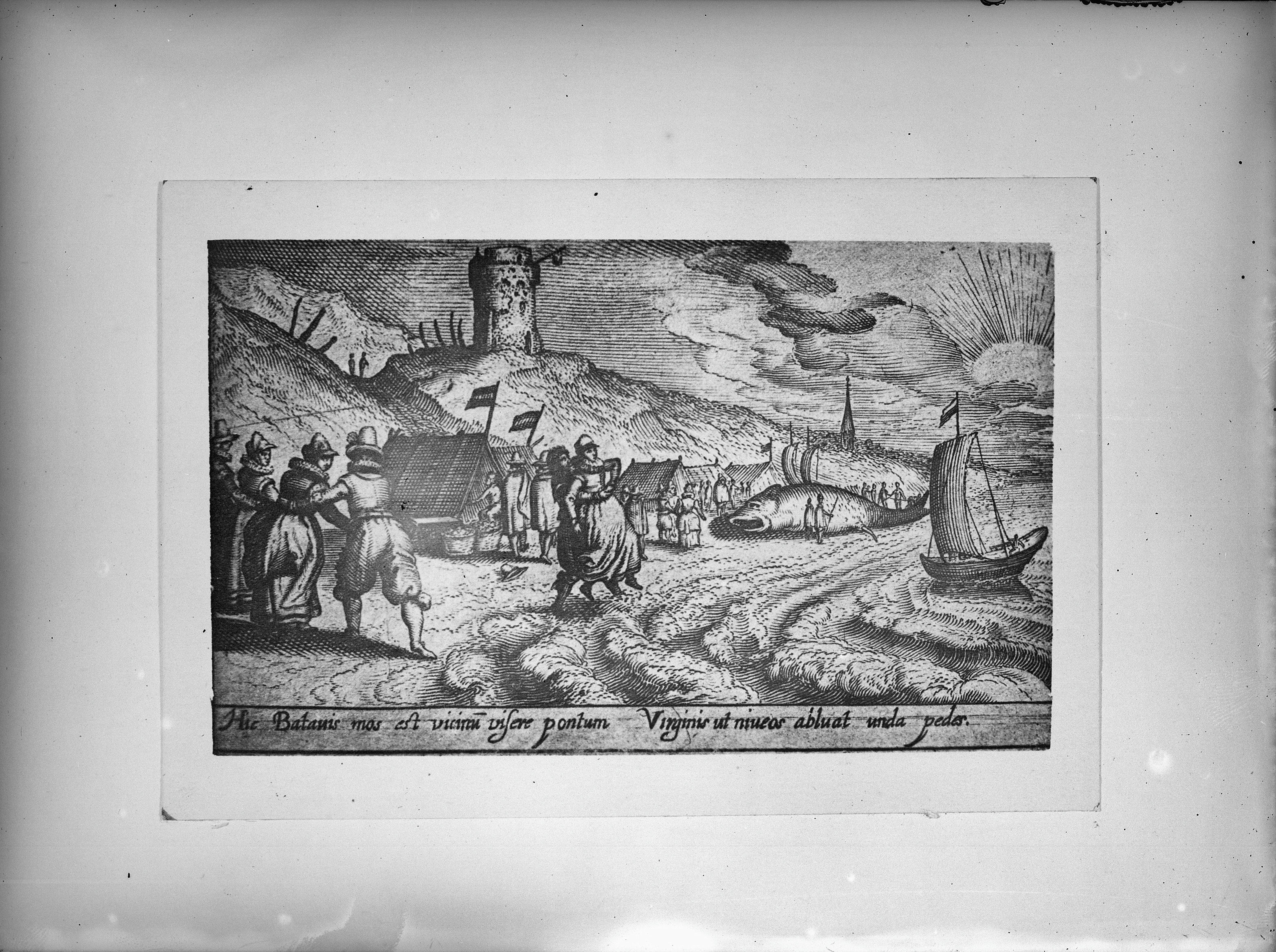
17e-eeuwse prent uit gemeentearchief Leiden

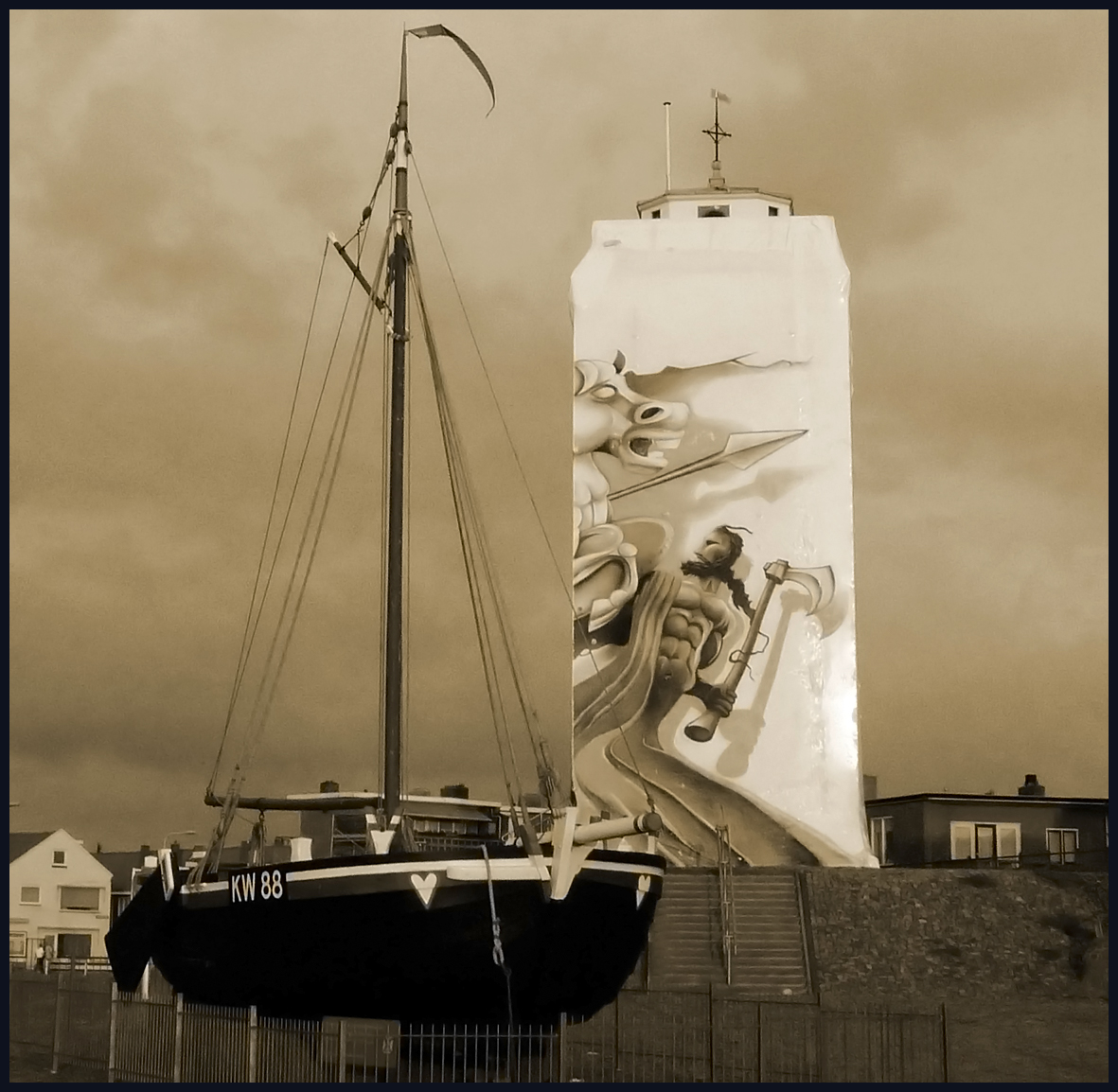
Graffiti op krimpfolie (2009), vanwege themajaar 'Leve de Limes'
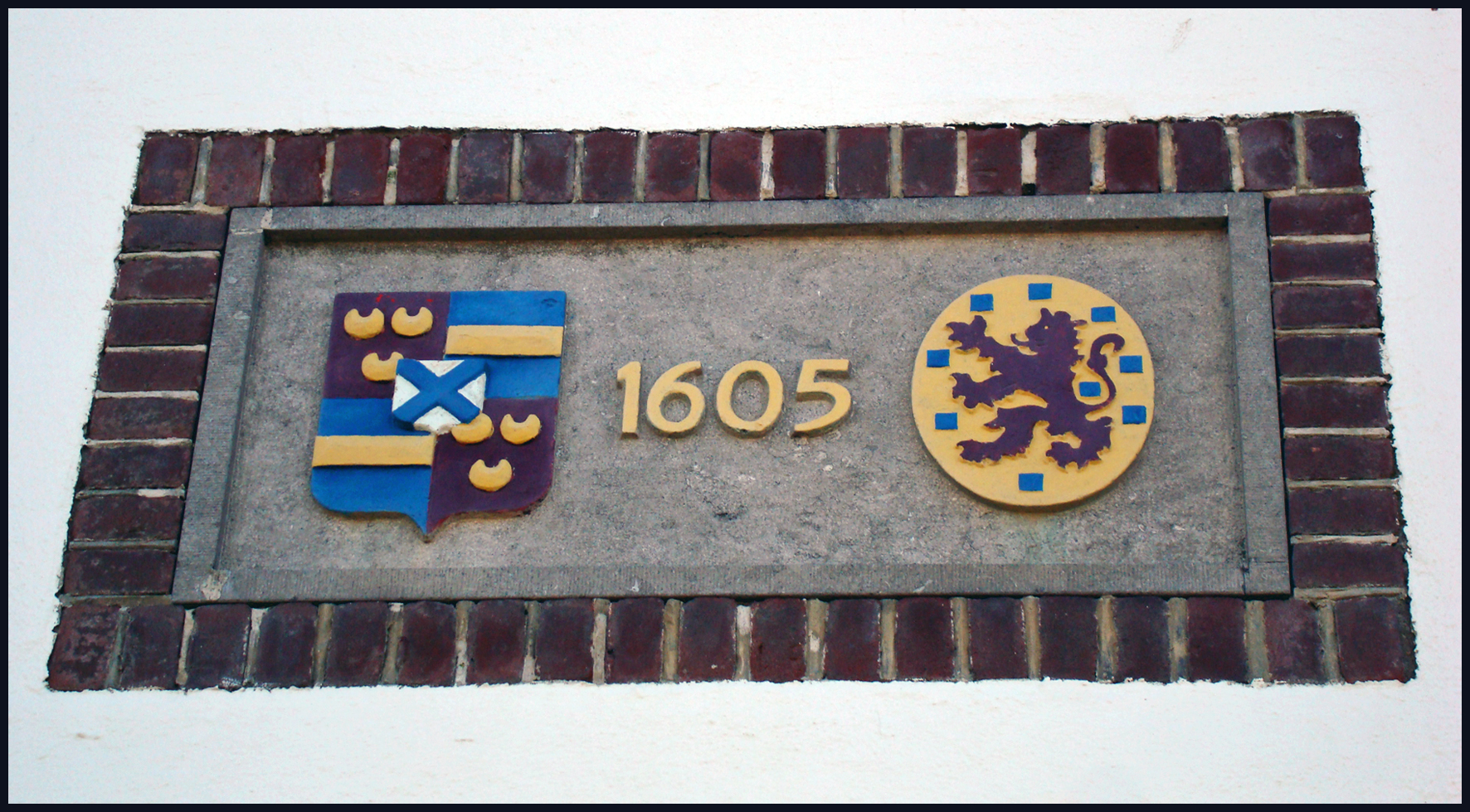
Detail gevel
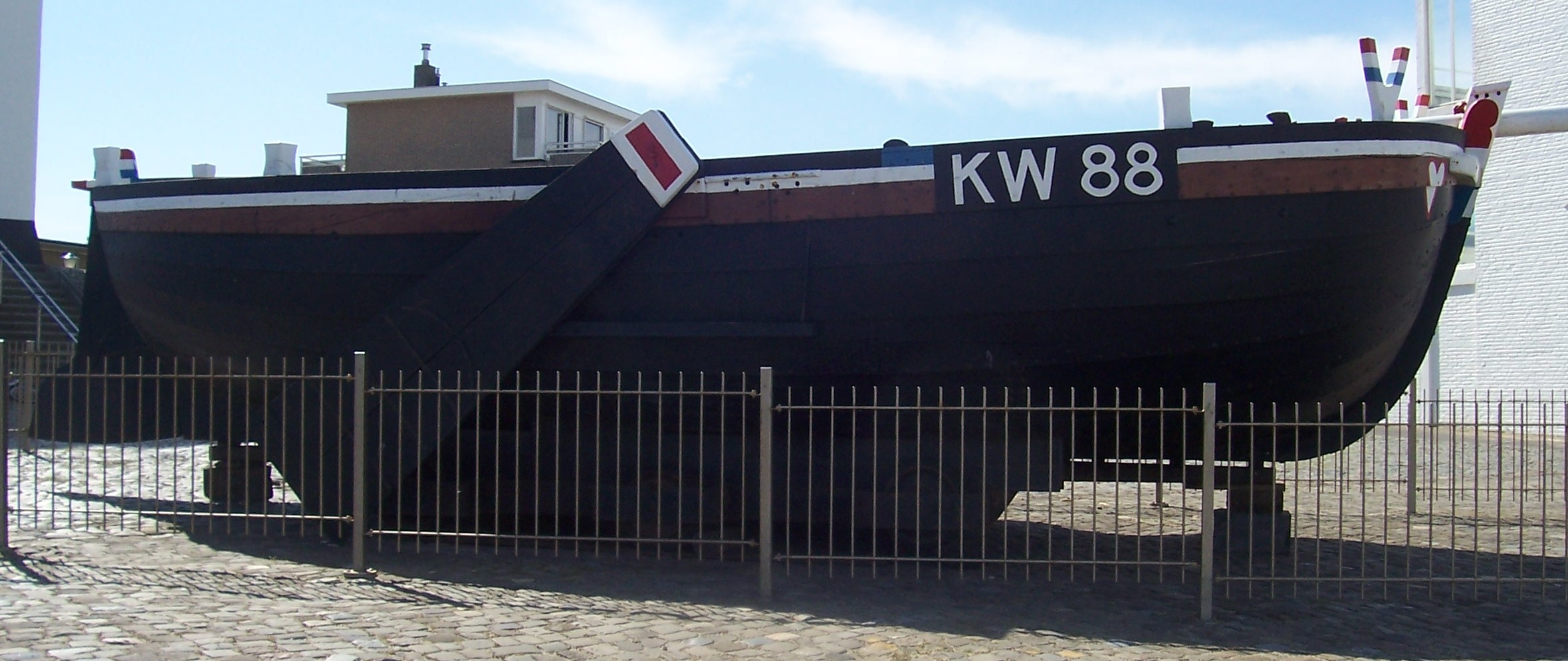
Bomschuit bij de Vuurbaak
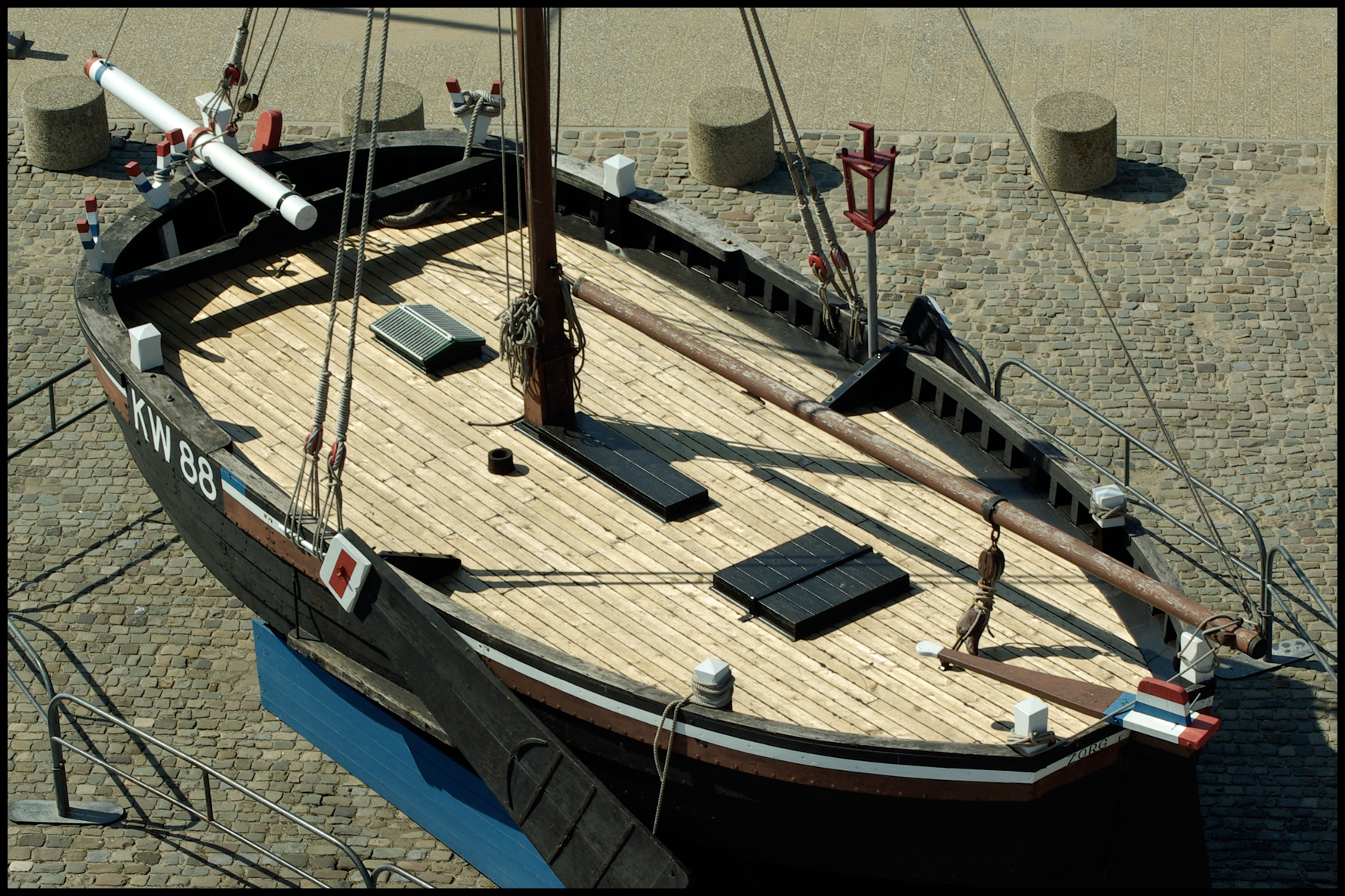
Bomschuit, gezien vanaf de Vuurbaak
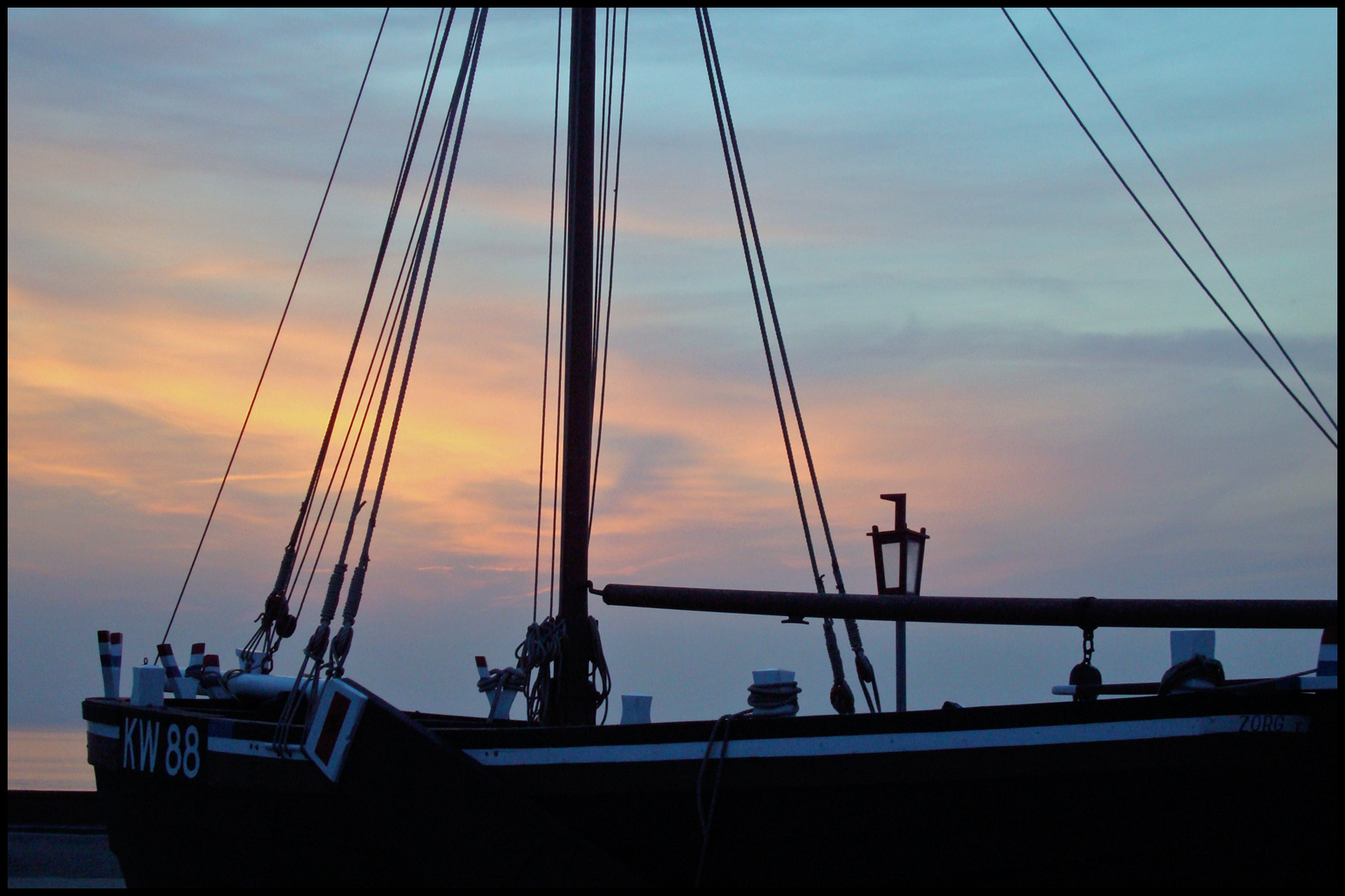
Bomschuit bij de Vuurbaak

Westhoofd · 
Goedereede · 
Flaauwe Werk · 
Hellevoetsluis · 
Strijensas · 
Stenen Baak · 
Sint-Catharijnekerk · 
Goeree · 
Maasvlakte · 
Hoek van Holland Laag · 
Hoek van Holland Hoog · 
Scheveningen ·
Katwijk aan Zee · 
Noordwijk aan Zee